# Парадокс близнецов
Парадо́кс близнецо́в — мысленный эксперимент, при помощи которого пытаются доказать противоречивость
специальной теории относительности.
Согласно СТО, с точки зрения «неподвижных» наблюдателей все процессы у двигающихся объектов замедляются.
С другой стороны, принцип относительности декларирует равноправие
инерциальных систем отсчёта.
На основании этого строится рассуждение, приводящее к кажущемуся противоречию.
Для наглядности рассматривается история двух братьев-близнецов. Один из них (далее «путешественник») отправляется в космический полёт, второй (далее «домосед») — остаётся на Земле. После полёта путешественник возвращается на Землю.
Чаще всего «парадокс» формулируется следующим образом:

Формулировка I.
С точки зрения домоседа часы движущегося путешественника имеют замедленный ход времени, поэтому при возвращении они должны отстать от часов домоседа.
С другой стороны, в системе отсчета путешественника двигалась и ускорялась Земля, поэтому отстать должны часы домоседа.
На самом деле братья равноправны, следовательно, после возвращения их часы должны показывать одно время.

Тем не менее, согласно СТО, если не учитывать гравитационный потенциал Земли, то отставшими окажутся часы путешественника. В таком нарушении видимой симметричности братьев и усматривается противоречие.

## История
Эффект релятивистского замедления времени был сформулирован Альбертом Эйнштейном в его работе 1905 года в виде следующей теоремы:

Если в точке А находятся двое синхронно идущих часов, и мы перемещаем одни из них по замкнутой кривой с постоянной скоростью до тех пор, пока они не вернутся в А (на что потребуется, скажем, t сек), то эти часы по прибытии в А будут отставать по сравнению с часами, остававшимися неподвижными…

В форме парадокса этот эффект сформулировал в 1911 году Поль Ланжевен. Придание парадоксу наглядной истории космического путешествия сделало его популярным, в том числе и в ненаучных кругах. Сам Ланжевен считал, что объяснение парадокса связано с ускоренным движением путешественника, которое необходимо для его возвращения на Землю.
Следующим анализ парадокса предпринял Макс фон Лауэ в 1913 году. С его точки зрения важны не этапы ускорения путешественника, а сам факт смены им инерциальной системы отсчёта при возвращении на Землю.
После создания общей теории относительности Альберт Эйнштейн в 1918 году объяснил парадокс при помощи факта влияния гравитационного поля на ход времени.

В самом деле, согласно общей теории относительности, часы идут тем быстрее, чем больше гравитационный потенциал в том месте, где они находятся.

Затем, в 1921 году простое объяснение, основанное на инвариантности собственного времени, предложил
Вольфганг Паули.
Некоторое время «парадокс близнецов» почти не привлекал к себе внимания. В 1956—1959 годах Герберт Дингл выступил с рядом статей,
в которых утверждалось, что известные объяснения «парадокса» неверны. Несмотря на ошибочность аргументации Дингла, его работы вызвали многочисленные дискуссии в научных и научно-популярных журналах. В результате появился ряд книг, посвящённых этой теме. Из русскоязычных источников стоит отметить книги, а также статью.
Большинство исследователей не считают «парадокс близнецов» демонстрацией противоречия теории относительности, хотя история появления тех или иных объяснений «парадокса» и придания ему новых форм не прекращается до настоящего времени.

## Классификация объяснений парадокса
Объяснить парадокс, подобный «парадоксу близнецов», можно при помощи двух подходов:
1) Выявить происхождение логической ошибки в рассуждениях, которые привели к противоречию;
2) Провести детальные вычисления величины эффекта замедления времени с позиции каждого из братьев.
Первый подход зависит от деталей формулировки парадокса. В разделах «Простейшие объяснения» и «Физическая причина парадокса» будут приведены различные версии «парадокса» и даны объяснения того, почему противоречия на самом деле не возникает.
В рамках второго подхода расчёты показаний часов каждого из братьев проводятся как с точки зрения домоседа (что обычно не представляет труда), так и с точки зрения путешественника. Так как последний менял свою систему отсчёта, возможны различные варианты учёта этого факта. Их условно можно разделить на две большие группы.
К первой группе относятся вычисления на основе специальной теории относительности в рамках инерциальных систем отсчёта. В этом случае этапы ускоренного движения считаются пренебрежимо малыми по сравнению с общим временем полёта. Иногда вводится третья инерциальная система отсчёта, движущаяся навстречу путешественнику, при помощи которой показания его часов «передаются» брату-домоседу. В разделе «Обмен сигналами» будет приведен простейший расчёт, основанный на эффекте Доплера.
Ко второй группе относятся вычисления, учитывающие детали ускоренного движения. В свою очередь, они делятся по признаку использования или неиспользования в них теории
гравитации Эйнштейна (ОТО). Расчёты с использованием ОТО основаны на введении эффективного гравитационного поля, эквивалентного ускорению системы, и учёте изменения в нём темпа хода времени. Во втором способе неинерциальные системы отсчёта описываются в плоском пространстве-времени и понятие гравитационного поля не привлекается. Основные идеи этой группы расчётов будут представлены в разделе «Неинерциальные системы отсчёта».

## Кинематические эффекты СТО
В основе СТО лежат преобразования Лоренца.
Для понимания сути парадокса близнецов необходим аккуратный анализ основных кинематических эффектов, которые из них следуют. Рассмотрим две системы отсчёта {\displaystyle \textstyle S} и {\displaystyle \textstyle S'}, пространственные оси которых параллельны друг другу. Пусть система {\displaystyle \textstyle S'} движется относительно {\displaystyle \textstyle S} вдоль оси {\displaystyle \textstyle x} со скоростью {\displaystyle \textstyle v}, тогда:
{\displaystyle x'={\frac {x-vt}{\sqrt {1-v^{2}/c^{2}}}},\;\;\;\;\;\;\;\;\;\;\;\;\;t'={\frac {t-vx/c^{2}}{\sqrt {1-v^{2}/c^{2}}}},}
где {\displaystyle \textstyle (x,t)} — координата и время в «неподвижной» системе отсчёта {\displaystyle \textstyle S}, {\displaystyle \textstyle (x',t')} — координата и время в «движущейся» системе {\displaystyle \textstyle S'}.

### Замедление времени
Если часы неподвижны в системе {\displaystyle \textstyle S'} (в собственной системе отсчёта), то для двух последовательных событий, происходящих в некоторой точке системы {\displaystyle \textstyle S'}, выполнено равенство {\displaystyle \textstyle \Delta x'=0}. Такие часы перемещаются относительно системы {\displaystyle \textstyle S} по закону {\displaystyle \textstyle \Delta x=v\Delta t}. Тогда из преобразований Лоренца следует, что интервал времени {\displaystyle \textstyle \Delta t'} между событиями в системе {\displaystyle \textstyle S'} связан с интервалом {\displaystyle \textstyle \Delta t} между теми же событиями в системе {\displaystyle \textstyle S} равенством: {\displaystyle ~~~\Delta t'=\Delta t\cdot {\sqrt {1-v^{2}/c^{2}}}.}
Важно понимать, что в этой формуле интервал времени {\displaystyle \textstyle \Delta t'} измеряется одними покоящимися в {\displaystyle \textstyle S'} часами ({\displaystyle \textstyle \Delta x'=0}). Он сравнивается с показаниями {\displaystyle \textstyle \Delta t} нескольких различных, синхронно идущих часов, расположенных в системе {\displaystyle \textstyle S} ({\displaystyle \textstyle \Delta x\neq 0}), мимо которых пролетают со скоростью {\displaystyle v} часы {\displaystyle \textstyle S'}.
Интервал времени {\displaystyle \textstyle \Delta t}, измеренный часами в системе {\displaystyle \textstyle S} между событиями в системе {\displaystyle \textstyle S'}, больше интервала {\displaystyle \textstyle \Delta t'}, измеренного часами в собственной системе отсчёта {\displaystyle \textstyle S'}: {\displaystyle \textstyle \Delta t>\textstyle \Delta t'}, поскольку
{\displaystyle \Delta t={\frac {\Delta t'}{\sqrt {1-{\frac {v^{2}}{c^{2}}}}}}} .
В системе {\displaystyle \textstyle S} движущиеся часы {\displaystyle \textstyle S'} идут медленнее, чем в собственной системе отсчёта {\displaystyle \textstyle S'}.
Важный момент эффекта замедления времени связан с эквивалентностью инерциальных систем отсчёта (принцип относительности). Часы, неподвижные в системе {\displaystyle \textstyle S}: {\displaystyle \textstyle \Delta x=0}, движутся относительно синхронизированных часов в системе {\displaystyle \textstyle S'}: {\displaystyle \textstyle \Delta x'=-v\Delta t'} и идут в {\displaystyle \textstyle S'} медленнее, чем в собственной системе отсчёта {\displaystyle \textstyle S}: {\displaystyle \textstyle \Delta t'>\textstyle \Delta t}, поскольку
{\displaystyle \Delta t'={\frac {\Delta t}{\sqrt {1-{\frac {v^{2}}{c^{2}}}}}}}.
Несмотря на прежние обозначения, последняя формула не противоречит предыдущей. Каждая из них описывает разные измерительные процедуры. В первом случае одни часы, покоящиеся в системе {\displaystyle \textstyle S'} (собственной системе отсчёта), движутся мимо нескольких часов в {\displaystyle \textstyle S}, а во втором случае ситуация обратная: одни часы в собственной системе отсчёта {\displaystyle \textstyle S} движутся мимо нескольких часов в {\displaystyle \textstyle S'}.

### Относительность одновременности
Относительность одновременности событий является ключевым эффектом СТО, необходимым для понимания «парадокса близнецов». Рассмотрим систему отсчёта {\displaystyle \textstyle S'}, движущуюся со скоростью {\displaystyle v} в направлении оси {\displaystyle \textstyle x} системы {\displaystyle \textstyle S}. В каждой из систем вдоль осей {\displaystyle \textstyle x} и {\displaystyle x'} расположены синхронизированные часы. Пусть рядом с каждыми часами в обеих системах отсчёта находятся наблюдатели. В преобразованиях Лоренца предполагается, что в момент времени {\displaystyle \textstyle t'=t=0} начала систем отсчёта совпадают: {\displaystyle \textstyle x'=x=0}. Ниже изображена такая синхронизация отсчёта времени (на «центральных» часах) с точки зрения наблюдателей в системе отсчёта {\displaystyle \textstyle S'} (левый рисунок) и с точки зрения наблюдателей в {\displaystyle \textstyle S} (правый рисунок):
Положив в преобразованиях Лоренца {\displaystyle \textstyle t'=0}, получим {\displaystyle \textstyle t=vx/c^{2}}. Это означает, что наблюдатели в системе {\displaystyle \textstyle S'}, одновременно с совпадением времени {\displaystyle \textstyle t'=t=0} на центральных часах {\displaystyle \textstyle x'=x=0}, регистрируют различные показания на часах в системе {\displaystyle \textstyle S} (левый рисунок). Для наблюдателей в {\displaystyle \textstyle S'}, расположенных справа от точки {\displaystyle \textstyle x=0}, с координатами {\displaystyle \textstyle x>0}, в момент времени {\displaystyle \textstyle t'=0} часы неподвижной системы отсчёта {\displaystyle \textstyle S} показывают «будущее» время: {\displaystyle \textstyle t=vx/c^{2}>0}. Наблюдатели {\displaystyle \textstyle S'}, находящиеся слева от {\displaystyle \textstyle x=0}, фиксируют «прошлое» время часов {\displaystyle \textstyle S}: {\displaystyle \textstyle t<0}. Положение стрелок символизирует разницу показаний часов двух систем отсчёта. Например, два события, произошедшие в момент {\displaystyle \textstyle t'=0} в разных точках системы {\displaystyle \textstyle S'}, происходят не одновременно в системе отсчёта {\displaystyle \textstyle S} с точки зрения наблюдателей в системе {\displaystyle \textstyle S'}: левое событие происходит раньше правого.
Это утверждение верно для любого момента времени {\displaystyle t'}. Из преобразований Лоренца следует, что если {\displaystyle \Delta t'=0}, то {\displaystyle \Delta t={\frac {v}{c^{2}}}\Delta x.} Отсюда, если {\displaystyle \Delta x=x_{2}-x_{1}>0}, то и {\displaystyle \Delta t=t_{2}-t_{1}>0}. Это означает, что в системе отсчёта {\displaystyle \textstyle S} левое событие в точке {\displaystyle x_{1}}, {\displaystyle x_{1}<x_{2}} происходит раньше правого в точке {\displaystyle x_{2}}: {\displaystyle t_{1}<t_{2}}. Этот факт фиксируется часами, синхронизированными в системе {\displaystyle \textstyle S}. Таким образом, наблюдатели в обеих системах зафиксируют неодновременность событий в системе {\displaystyle \textstyle S}.
Поскольку системы {\displaystyle \textstyle S} и {\displaystyle \textstyle S'} равноправны, то с точки зрения наблюдателей системы {\displaystyle \textstyle S} часы в системе {\displaystyle \textstyle S'} не синхронизированы. События, происходящие одновременно в разных точках системы {\displaystyle \textstyle S} происходят в системе {\displaystyle \textstyle S'} не одновременно для наблюдателей обеих систем.
Единое «настоящее», то есть часы, синхронно идущие в различных точках пространства, можно ввести в каждой инерциальной системе отсчёта. Однако единого «настоящего» для двух различных систем отсчёта не существует.

Движущаяся относительно неподвижных наблюдателей система с их точки зрения
содержит рассинхронизированные в направлении движения часы, своеобразное
непрерывное объединение «прошлого», «настоящего» и «будущего».

Эффекты замедления времени и относительности одновременности тесно связаны друг с другом и одинаково необходимы для расчёта ситуации, описанной в «парадоксе» близнецов.

## Простейшие объяснения
Благодаря своей продолжительной истории парадокс близнецов существует в разнообразных формулировках. Чаще всего тем или иным методом демонстрируется симметричность братьев, из которой должно было бы следовать противоречие с выводом СТО о том, что отстанут часы путешественника. Исходная версия парадокса (Формулировка I) не уточняет характера движения путешественника. Поэтому для неё справедливо следующее простое объяснение (на качественном уровне):
 Объяснение I. Братья не являются равноправными, так как один из них (путешественник) испытывал этапы ускоренного движения, необходимые для его возвращения на Землю.

Однако, как показывают экспериментальные данные, ускорение как таковое не влияет на скорость хода часов. Таким образом, в данном случае ускорение является всего лишь индикатором некоторого явления, которое вносит асимметрию в состояния путешественника и домоседа.
Конечно, сама по себе констатация несимметричности братьев не объясняет, почему замедлиться должны часы именно у путешественника, а не у домоседа. Кроме этого, часто возникает непонимание:
 «Почему нарушение равноправия братьев в течение столь короткого времени (остановка путешественника) приводит к такому разительному нарушению симметрии?» 
Наглядно это можно увидеть на рис. 1 и 2, где показана одна и та же ситуация с разных точек зрения. На рис. 1 рассматривается инерциальная система отсчёта, связанная с Землёй. Рис. 2 показывает инерциальную систему отсчёта, связанную с кораблём. Однако поскольку корабль не всё время движется равномерно (условно считаем, что его путь состоит из двух участков равномерного движения, разделёнными кратковременным ускорением), то инерциальная система отсчёта может совпадать с кораблём только часть его пути. Рассматриваем систему, которая совпадает с кораблём на первой половине его путешествия.
Как видно из рис. 1 и 2:
- В обоих случаях мировая линия Земли является прямой.
- В обоих случаях мировая линия корабля является ломаной линией.

Поскольку ломаная в любой системе отсчёта длиннее прямой, то путешественник проходит в пространстве-времени больший путь, а большему пути соответствует меньшее собственное время.
Чтобы глубже понять причины несимметричности и следствия, к которым они приводят, необходимо ещё раз выделить ключевые посылки, явно или неявно присутствующие в любой формулировке парадокса. Для этого будем считать, что вдоль траектории движения путешественника в «неподвижной» системе отсчёта, связанной с домоседом, расположены синхронно идущие (в этой системе) часы.
Тогда возможна следующая цепочка рассуждений, как бы доказывающих противоречивость выводов СТО:
1. Путешественник, пролетая мимо любых часов, неподвижных в системе домоседа, наблюдает их замедленный ход.
2. Более медленный темп хода часов означает, что их накопленные показания отстанут от показаний часов путешественника, и при длительном полёте — сколь угодно сильно.
3. Быстро остановившись, путешественник по-прежнему должен наблюдать отставание часов, расположенных в «точке остановки».
4. Все часы в «неподвижной» системе идут синхронно, поэтому отстанут и часы брата на Земле, что противоречит выводу СТО.

Итак, почему путешественник на самом деле будет наблюдать отставание своих часов от часов «неподвижной» системы, несмотря на то, что все такие часы с его точки зрения идут медленнее? Наиболее простым объяснением в рамках СТО является то, что синхронизовать все часы в двух инерциальных системах отсчёта невозможно. Рассмотрим это объяснение подробнее.

## Физическая причина парадокса
Во время полёта путешественник и домосед находятся в различных точках пространства и не могут сравнивать свои часы непосредственно. Поэтому, как и выше, будем считать, что вдоль траектории движения путешественника в «неподвижной» системе, связанной с домоседом, расставлены одинаковые, синхронно идущие часы, которые может наблюдать путешественник во время полёта. Благодаря процедуре синхронизации в «неподвижной» системе отсчёта введено единое время, определяющее в данный момент «настоящее» этой системы.
После старта путешественник «переходит» в инерциальную систему отсчёта {\displaystyle \textstyle S'}, движущуюся относительно «неподвижной» {\displaystyle \textstyle S} со скоростью {\displaystyle \textstyle v}. Этот момент времени принимается братьями за начальный {\displaystyle \textstyle t=t'=0}. Каждый из них будет наблюдать замедленный ход часов другого брата.
Однако, единое «настоящее» системы {\displaystyle \textstyle S} для путешественника перестаёт существовать. В системе отсчёта {\displaystyle \textstyle S'} есть своё «настоящее» (множество синхронизированных часов). Для системы {\displaystyle \textstyle S'}, чем дальше по ходу движения путешественника находятся части системы {\displaystyle \textstyle S}, тем в более отдалённом «будущем» (с точки зрения «настоящего» системы {\displaystyle \textstyle S'}) они находятся.
Непосредственно это будущее наблюдать путешественник не может. Это могли бы сделать другие наблюдатели системы {\displaystyle \textstyle S'}, расположенные впереди по движению и имеющие синхронизированное с путешественником время.
Поэтому, хотя все часы в неподвижной системе отсчёта, мимо которых пролетает путешественник, идут с его точки зрения медленнее, из этого не следует, что они отстанут от его часов.

В момент времени {\displaystyle \textstyle t'=0}, чем дальше впереди по курсу находятся «неподвижные» часы, тем больше их показания с точки зрения путешественника.
Когда он достигает этих часов, они не успеют отстать настолько, чтобы скомпенсировать начальное расхождение времени.

Действительно, положим координату путешественника в преобразованиях Лоренца равной {\displaystyle \textstyle x'=0}. Закон его движения относительно системы {\displaystyle \textstyle S} имеет вид {\displaystyle \textstyle x=vt}. Время, прошедшее после начала полёта, по часам в системе {\displaystyle \textstyle S'} меньше, чем в {\displaystyle \textstyle S}: {\displaystyle t'<t}, так как
{\displaystyle t'={\frac {t-v(vt)/c^{2}}{\sqrt {1-v^{2}/c^{2}}}}=t\,{\sqrt {1-v^{2}/c^{2}}}.}
Другими словами, время на часах путешественника {\displaystyle t'} отстаёт от показаний часов {\displaystyle t} системы {\displaystyle S}. В то же время часы, мимо которых пролетает путешественник, неподвижны в {\displaystyle \textstyle S}: {\displaystyle \textstyle \Delta x=0}. Поэтому их темп хода для путешественника выглядит замедленным:
{\displaystyle \Delta t'={\frac {\Delta t}{\sqrt {1-v^{2}/c^{2}}}}>\Delta t.}
Таким образом:
 несмотря на то, что все конкретные часы в системе {\displaystyle \textstyle S} идут медленнее с точки зрения наблюдателя в {\displaystyle \textstyle S'}, разные часы вдоль его траектории будут показывать время, ушедшее вперед. 
Разность темпа хода часов {\displaystyle \Delta t} и {\displaystyle \Delta t'} — эффект относительный, тогда как значения текущих показаний {\displaystyle t} и {\displaystyle t'} в одной пространственной точке — носят абсолютный характер. Наблюдатели, находящиеся в различных инерциальных системах отсчёта, но «в одной» пространственной точке, всегда могут сравнить текущие показания своих часов. Путешественник, пролетая мимо часов системы {\displaystyle \textstyle S}, видит, что они ушли вперёд {\displaystyle \textstyle t>t'}. Поэтому, если путешественник решит остановиться (быстро затормозив), ничего не изменится, и он попадёт в «будущее» системы {\displaystyle \textstyle S}. Естественно, после остановки темп хода его часов и часов в {\displaystyle \textstyle S} станет одинаковым. Однако часы путешественника будут показывать меньшее время, чем часы системы {\displaystyle \textstyle S}, находящиеся в точке остановки. В силу единого времени в системе {\displaystyle \textstyle S} часы путешественника отстанут от всех часов {\displaystyle \textstyle S}, в том числе и от часов его брата. После остановки путешественник может вернуться домой. В этом случае весь анализ повторяется. В результате, как в точке остановки и разворота, так и в исходной точке при возвращении путешественник оказывается моложе своего брата-домоседа.
Если же вместо остановки путешественника до его скорости ускорится домосед, то он «попадёт» в «будущее» системы путешественника. В результате «домосед» окажется моложе «путешественника». Таким образом:
 кто изменяет свою систему отсчёта, тот и оказывается моложе. 

## Обмен сигналами
Вычисление замедления времени с позиции каждого брата можно провести при помощи анализа обмена сигналами между ними. Хотя братья, находясь в различных точках пространства, не могут непосредственно сравнивать показания своих часов, они могут передавать сигналы «точного времени» при помощи световых импульсов или видеотрансляции изображения часов. Понятно, что при этом они наблюдают не «текущее» время на часах брата, а «прошлое», так как сигналу требуется время для распространения от источника к приёмнику.
При обмене сигналами необходимо учитывать эффект Доплера. Если источник удаляется от приёмника, то частота сигнала уменьшается, а когда он приближается — увеличивается:
где {\displaystyle \textstyle \nu _{0}} — собственная частота излучения, а {\displaystyle \textstyle \nu } — частота принимаемого наблюдателем сигнала. Эффект Доплера имеет классическую составляющую и составляющую релятивистскую, непосредственно связанную с замедлением времени. Скорость {\displaystyle \textstyle v}, входящая в соотношения изменения частоты, является относительной скоростью источника и приёмника.
Рассмотрим ситуацию, в которой братья передают друг другу каждую секунду {\displaystyle \textstyle \nu _{0}=1} (по своим часам) сигналы точного времени. Проведём сначала расчёт с позиции путешественника.

### Расчёт путешественника
Пока путешественник удаляется от Земли, он, в силу эффекта Доплера, регистрирует уменьшение частоты принимаемых сигналов. Видеотрансляция с Земли выглядит более медленной. После быстрого торможения и остановки путешественник перестаёт удаляться от земных сигналов, и их период сразу оказывается равным его секунде. Темп видеотрансляции становится «естественным», хотя, в силу конечности скорости света, путешественник по-прежнему наблюдает «прошлое» своего брата. Развернувшись и разогнавшись, путешественник начинает «набегать» на идущие ему навстречу сигналы и их частота увеличивается (опять же в силу эффекта Доплера). «Движения брата» на видеотрансляции с этого момента начинают выглядеть для путешественника ускоренными.
Время полёта по часам путешественника в одну сторону равно {\displaystyle \textstyle t'_{1}}, и такое же в обратную. Количество принятых «земных секунд» в течение путешествия {\displaystyle \textstyle t'=2t'_{1}} равно их частоте {\displaystyle \textstyle \nu }, умноженной на время. Поэтому при удалении от Земли путешественник получит существенно меньше «секунд»:
{\displaystyle t_{1}=t'_{1}\cdot {\sqrt {\frac {c-v}{c+v}}}<t'_{1},}
а при приближении, наоборот, больше:
{\displaystyle t_{2}=t'_{1}\cdot {\sqrt {\frac {c+v}{c-v}}}>t'_{1}.}
Суммарное количество «секунд», полученных с Земли за время {\displaystyle \textstyle t'=2t'_{1}}, больше, чем переданных на неё:
{\displaystyle t=t_{1}+t_{2}=t'_{1}\cdot {\frac {c-v}{\sqrt {c^{2}-v^{2}}}}+t'_{1}\cdot {\frac {c+v}{\sqrt {c^{2}-v^{2}}}}={\frac {t'}{\sqrt {1-v^{2}/c^{2}}}},}
в точном соответствии с формулой замедления времени.

### Расчёт домоседа
Несколько иная арифметика у домоседа. Пока его брат удаляется, он также регистрирует увеличенный период точного времени, передаваемый путешественником. Однако, в отличие от брата, домосед наблюдает такое замедление дольше. Время полёта на расстояние {\displaystyle \textstyle L} в одну сторону составляет по земным часам {\displaystyle \textstyle t_{1}}. Торможение и разворот путешественника домосед увидит спустя дополнительное время {\displaystyle \textstyle t_{2}=L/c}, требуемое свету для прохождения расстояния {\displaystyle \textstyle L} от точки разворота. Поэтому, только через время {\displaystyle \textstyle t_{1}+t_{2}} от начала путешествия домосед зарегистрирует ускоренную работу часов приближающегося брата:
Время движения света от точки разворота выражается через время полёта к ней путешественника следующим образом (см. рисунок):
{\displaystyle t_{2}={\frac {L}{c}}={\frac {vt_{1}}{c}}.}
Поэтому количество «секунд», полученных от путешественника, до момента его разворота (по наблюдениям домоседа) равно:
{\displaystyle t'_{1}=(t_{1}+t_{2})\cdot {\sqrt {\frac {c-v}{c+v}}}=t_{1}\cdot \left(1+{\frac {v}{c}}\right)\cdot {\sqrt {\frac {c-v}{c+v}}}=t_{1}\cdot {\sqrt {1-{\frac {v^{2}}{c^{2}}}}}.}
Сигналы с повышенной частотой домосед принимает в течение времени {\displaystyle \textstyle t_{1}-t_{2}} (см. рисунок выше), и получает {\displaystyle \textstyle t'_{2}} «секунд» путешественника:
{\displaystyle t'_{2}=(t_{1}-t_{2})\cdot {\sqrt {\frac {c+v}{c-v}}}=t_{1}\cdot \left(1-{\frac {v}{c}}\right)\cdot {\sqrt {\frac {c+v}{c-v}}}=t_{1}\cdot {\sqrt {1-{\frac {v^{2}}{c^{2}}}}}.}
Суммарное число полученных «секунд» за время {\displaystyle \textstyle t=2t_{1}} равно:
{\displaystyle t'=t'_{1}+t'_{2}=t\cdot {\sqrt {1-v^{2}/c^{2}}}.}
Таким образом, соотношение для показания часов в момент встречи путешественника ({\displaystyle \textstyle t'}) и брата-домоседа ({\displaystyle \textstyle t}) не зависит от того, с чьей точки зрения оно рассчитывается.

## Геометрическая интерпретация
В пространстве Минковского мировая линия покоящегося (или двигающегося равномерно и прямолинейно) наблюдателя является отрезком прямой. Мировая линия путешественника, улетевшего с Земли и возвратившегося к ней, прямой не является (в простейшем случае мгновенного изменения скорости на противоположную в точке поворота она является ломаной, а при прохождении части пути с постоянным ускорением соответствующий участок линии будет дугой гиперболы). Так же как в обычной геометрии из всех линий, соединяющих две точки, самой короткой является прямая, так же и в пространстве Минковского из всех мировых линий, соединяющих две точки, самой длинной (а не самой короткой в силу псевдоевклидовости пространства-времени) является отрезок прямой.
Поскольку длина мировой линии наблюдателя, переместившегося в пространстве Минковского из точки a в точку w, с точностью до множителя c равна времени, которое было затрачено на это перемещение в его собственной системе отсчёта, мы имеем, что из всех наблюдателей, стартовавших в точке a и финишировавших в точке w, в системе отсчёта того наблюдателя, который покоился (или двигался равномерно и прямолинейно, если пространственные координаты точек a и w не совпадают), пройдёт наибольшее время.
Чтобы понять, как проявляется разница во времени между близнецами, нужно понимать, что в специальной теории относительности нет понятия абсолютное настоящее. Для разных инерциальных систем отсчета существуют разные множества событий, одновременных в этой системе отсчета. Эта относительность одновременности означает, что переключение с одной инерциальной системы отсчета на другую требует корректировки того, какой срез пространства-времени считается «настоящим». На пространственно-временной диаграмме справа, нарисованной для системы отсчета земного близнеца, мировая линия этого близнеца совпадает с вертикальной осью (его положение постоянно в пространстве, движется только во времени). На первом отрезке пути второй близнец перемещается вправо (черная наклонная линия); и на второй отрезке обратно влево. Синие линии показывают плоскости одновременности для путешествующего близнеца на первом участке пути; красные линии на обратном пути. Непосредственно перед разворотом путешествующий близнец вычисляет возраст земного двойника, измеряя интервал по вертикальной оси от начала координат до верхней синей линии. Сразу после поворота, если он произведет повторный расчет, он измерит интервал от начала координат до нижней красной линии. В некотором смысле, во время разворота плоскость одновременности перескакивает с синей на красную и очень быстро пролетает через большой отрезок мировой линии земного близнеца. При переходе от «улетающей» инерциальной системы отсчета к «возвращающейся» инерциальной системе происходит скачкообразная смена возраста близнеца на Земле.

## Неинерциальные системы отсчёта
В произвольных системах отсчёта свойства пространства и времени определяются
метрическим тензором {\displaystyle \textstyle g_{\mu \nu }}, задающим
интервал между двумя бесконечно близкими событиями:
{\displaystyle ds^{2}=g_{\mu \nu }\,dx^{\mu }dx^{\nu }=g_{00}\,(dx^{0})^{2}+2\,g_{0i}\,dx^{0}dx^{i}+g_{ij}\,dx^{i}dx^{j},}
где по повторяющимся индексам подразумевается суммирование (по греческим буквам от 0 до 3, а по латинским от 1 до 3), {\displaystyle \textstyle x^{0}=ct} — временная координата, {\displaystyle \textstyle x^{i}=(x,y,z)} — пространственные. Собственное время часов вдоль их траектории определяется следующим образом:
{\displaystyle {\frac {1}{c}}\int \limits _{0}^{t}ds.}
Его величина является инвариантом, следовательно, вычисления проведенные в различных системах отсчёта, должны давать один и тот же результат.

### Расчёт домоседа
Близнец, оставшийся на Земле, находится в инерциальной системе отсчёта, поэтому для него метрика может быть выбрана таким образом, что
{\displaystyle ds^{2}=(cdt)^{2}-(dx)^{2}-(dy)^{2}-(dz)^{2}.}
В этом случае собственное время любых часов принимает простой вид:
{\displaystyle \int \limits _{0}^{t}{\sqrt {1-\mathbf {u} ^{2}(t)/c^{2}}}\cdot dt,}
где {\displaystyle \textstyle \mathbf {u} (t)} — скорость этих часов. Земные часы неподвижны ({\displaystyle \textstyle \mathbf {u} =0}), и их собственное время равно координатному {\displaystyle \textstyle \tau _{0}=t}.
Часы путешественника имеют переменную скорость {\displaystyle \textstyle \mathbf {u} (t)}.
Так как корень под интегралом остаётся всё время меньше единицы, время этих часов, независимо от явного вида функции {\displaystyle \textstyle \mathbf {u} (t)}, всегда оказываются меньше
{\displaystyle \textstyle t}. В результате {\displaystyle \textstyle \tau '_{0}<\tau _{0}}.
Если разгон и торможение проходят релятивистски равноускоренно (с параметром собственного ускорения {\displaystyle \textstyle a}) в течение {\displaystyle \tau _{1}}, а равномерное движение — {\displaystyle \tau _{2}}, то по часам корабля пройдёт время:
{\displaystyle \tau _{0}={\frac {2c}{a}}\,\ln \left[{\frac {a\tau _{1}}{c}}+{\sqrt {1+\left({\frac {a\tau _{1}}{c}}\right)^{2}}}\right]+{\frac {\tau _{2}}{\sqrt {1+(a\tau _{1}/c)^{2}}}}={\frac {2c}{a}}\,\operatorname {arcsinh} {\frac {a\tau _{1}}{c}}+{\frac {\tau _{2}}{\sqrt {1+(a\tau _{1}/c)^{2}}}}}, где {\displaystyle \operatorname {arcsinh} } — гиперболический арксинус
Рассмотрим гипотетический полёт к звёздной системе Альфа Центавра, удалённой от Земли на расстояние в 4,3 световых года. Если время измеряется в годах, а расстояния в световых годах, то скорость света {\displaystyle \textstyle c} равна единице, а единичное ускорение {\displaystyle \textstyle a=1} св.год/год² близко к
ускорению свободного падения и примерно равно 9,5 м/c².
Пусть половину пути космический корабль двигается с единичным ускорением, а вторую половину — с таким же ускорением тормозит ({\displaystyle \textstyle \tau _{2}=0}). Затем корабль разворачивается и повторяет этапы разгона и торможения. В этой ситуации время полёта в земной системе отсчёта составит примерно 12 лет, тогда как по часам на корабле пройдёт 7,3 года. Максимальная скорость корабля достигнет 0,95 от скорости света.
За 59 лет собственного времени космический корабль с единичным ускорением потенциально может совершить путешествие (вернувшись на Землю) к галактике Андромеды, удалённой на 2,5 млн св. лет. На Земле за время такого полёта пройдёт около 5 млн лет. Развивая вдвое большее ускорение (к которому тренированный человек вполне может привыкнуть при соблюдении ряда условий и использования ряда приспособлений, например, анабиоза), можно подумать даже об экспедиции к видимому краю Вселенной (около 14 млрд св. лет), которая займёт у космонавтов порядка 50 лет; правда, возвратившись из такой экспедиции (через 28 млрд лет по земным часам), её участники рискуют не застать в живых не то что Землю и Солнце, но даже нашу галактику Млечный путь. Исходя из этих расчётов, разумный радиус доступности для межзвёздных экспедиций с возвратом не превышает нескольких десятков световых лет, если, конечно, не будут открыты какие-либо принципиально новые физические принципы перемещения в пространстве-времени. Впрочем, обнаружение многочисленных экзопланет даёт основания полагать, что планетные системы встречаются у достаточно большой доли звёзд, поэтому космонавтам будет что исследовать и в этом радиусе (например, планетные системы ε Эридана и Глизе 581).

### Расчёт путешественника
Для проведения того же расчёта с позиции путешественника, необходимо задать метрический тензор, соответствующий его неинерциальной системе отсчёта. Относительно этой системы скорость путешественника нулевая, поэтому время на его часах равно
{\displaystyle \tau '_{0}=\int \limits _{0}^{t}{\sqrt {g_{00}}}\;dt.}
Заметим, что {\displaystyle \textstyle t} является координатным временем и в системе путешественника отличается от времени {\displaystyle \textstyle t} системы отсчёта домоседа.
Земные часы свободны, поэтому они движутся вдоль геодезической, определяемой уравнением:
{\displaystyle {\frac {d^{2}x^{\mu }}{ds^{2}}}+\Gamma _{\nu \lambda }^{\mu }\,{\frac {dx^{\nu }}{ds}}{\frac {dx^{\lambda }}{ds}}=0,}
где {\displaystyle \textstyle \Gamma _{\nu \lambda }^{\mu }} — символы Кристоффеля,
выражающиеся через метрический тензор {\displaystyle \textstyle g_{\mu \nu }}.
При заданном метрическом тензоре неинерциальной системы отсчёта эти уравнения позволяют найти траекторию
{\displaystyle \textstyle x^{i}(t)} часов домоседа в системе отсчёта путешественника.
Её подстановка в формулу для собственного времени даёт интервал времени, прошедший по «неподвижным» часам:
{\displaystyle \tau _{0}=\int \limits _{0}^{t}{\sqrt {g_{00}+2g_{0i}\,u^{i}/c+g_{ij}\,u^{i}u^{j}/c^{2}}}\cdot dt,}
где {\displaystyle \textstyle u^{i}(t)=dx^{i}/dt} — координатная скорость земных часов.
Подобное описание неинерциальных систем отсчёта возможно либо при помощи
теории гравитации Эйнштейна,
либо без ссылки на последнюю. Детали расчёта в рамках первого способа можно найти, например, в книге Фока или Мёллера. Второй способ рассмотрен в книге Логунова.
Результат всех этих вычислений показывает, что и с точки зрения путешественника его часы отстанут от часов неподвижного наблюдателя. В итоге разница времени путешествия с обеих точек зрения будет одинаковая, и путешественник окажется моложе домоседа. Если длительность этапов ускоренного движения много меньше длительности равномерного полёта, то результат более общих вычислений совпадает с формулой, полученной в рамках инерциальных систем отсчёта.

## Выводы
Рассуждения, проводимые в истории с близнецами, приводят только к кажущемуся логическому противоречию. При любой формулировке «парадокса» полной симметричности между братьями нет. Кроме этого, важную роль для понимания того, почему время замедляется именно у путешественника, менявшего свою систему отсчёта, играет относительность одновременности событий.
Расчёт величины замедления времени с позиции каждого брата может быть выполнен как в рамках элементарных вычислений в СТО, так и при помощи анализа неинерциальных систем отсчёта. Все эти вычисления согласуются друг с другом и показывают, что путешественник окажется моложе своего брата-домоседа.
Парадоксом близнецов ошибочно часто также называют сам вывод теории относительности о том, что один из близнецов состарится сильнее другого. Хотя такая ситуация и необычна, в ней нет внутреннего противоречия. Многочисленные эксперименты по удлинению времени жизни элементарных частиц и замедлению хода макроскопических часов при их движении подтверждают теорию относительности. Это даёт основание утверждать, что замедление времени, описанное в истории с близнецами, произойдёт и при реальном осуществлении этого мысленного эксперимента.

## Комментарии
1. ↑  Здесь свет рассматривается в ИСО, то есть в системе домоседа, а не путешественника
2. ↑  «Набегать» с точки зрения домоседа. Относительно путешественника источник излучения (домосед) летит навстречу.
3. ↑  Имеется в виду ускоренный приём сигнала, тем не менее, с точки зрения путешественника, весь мир домоседа замедлен в соответствии с релятивистским замедлением времени.
4. ↑  Имеется в виду увеличенная скорость приёма импульсов путешественника из-за его движения навстречу.

## Дополнительная информация
- Twin Paradox overview in the Usenet Physics FAQ (англ.)
- Wolfgang Rindler, Wolfgang Rindler. Time dilation // Relativity: Special, General, and Cosmological (англ.). — Oxford University Press, 2006. — P. 43. — ISBN 0198567316.
- FLASH Animations: from John de Pillis. (Scene 1): «View» from the Earth twin’s point of view. (Scene 2): «View» from the traveling twin’s point of view. (англ.)